# Mananara du Sud
Der Mananara du Sud (Malagasy Mananara Atsimo) ist ein Fluss im Südosten Madagaskars.

## Verlauf
Der Fluss entsteht aus dem Zusammenfluss der drei Flüsse Menarahaka, Itomampy und Ionaivo, wobei der Ionaivo ein Nebenfluss des Itomampy ist, der kurz vor der Bildung des Mananara dazustößt. Besonders auffällig ist das Relief im Einzugsgebiet. Viele der Flüsse im Einzugsgebiet verlaufen mehr oder minder parallel zur Küste. Erst bei deren Vereinigung knickt der Flusslauf nach Südosten, Richtung Küste ab. Der Mananara hat nur eine Länge von zirka 150 km. Er mündet 10 km östlich von Vangaindrano in den Indischen Ozean.

## Hydrometrie
Die Durchflussmenge des Mananara wurde an der hydrologischen Station Maroangaty bei einem Großteil des Einzugsgebietes, über die Jahre 1960 bis 1978 gemittelt, gemessen (in m³/s).
- Diagrammdaten:
- Definition |
- Rohdaten |
- Hilfe

## Abgrenzung
Es gibt auf Madagaskar vier Flüsse mit dem Namen Mananara. Daher stammt der Zusatz du Sud, der in der Literatur allerdings oft weggelassen wird.